# Can Gich
Can Gich és un edifici del municipi de Tossa de Mar (Selva). Edifici de dues plantes amb vessants a façana que conté, a la banda nord-occidental, una torre quadrada de quatre plantes i, a l'extrem oriental, una garita cantonera de planta circular i accés interior pel primer pis. La casa està arrebossada, malgrat haver-ne perdut una part. Forma part de l'Inventari del Patrimoni Arquitectònic de Catalunya.

## Descripció
La façana consta de diverses finestres de pedra picada i un portal adovellat de mig punt amb pedres mitjanes. Una de les finestres del primer pis és amb permòdols. N'hi ha altres de marcs de pedra relativament senzills i poc motllurats i una altra d'obra nova (segle XX). La cornisa té un ràfec de doble filera format per una filera de rajola, una de teula i la canalera que recull les aigües.
Pel que fa a la torre posterior, té les pedres cantoneres i de les obertures més grans i ben tallades. Durant aquest segle passat s'ha alçat la torre a base de rajoles i se li ha col·locat una teulada d'un vessant i una petita terrassa.
Quant a la garita de vigilància de la cantonada, estava recoberta de ceràmica pintada, acolorida i amb decoració geomètrica, de la qual només en resten algunes peces a la part superior de la cupuleta que cobreix la garita. A la base de la garita hi ha una gran base circular de pedra amb una inscripció relativa a la seva datació i al seu propietari. Del que es pot veure del carrer, es pot transcriure el següent: IESUS · MARIA · (IQ)? · IAUMA · RABASA · ME FECIT 16(...)?

## Història
Aquesta antiga masia ja existia al segle xiv i, entre els segles xvi i XIX, fou coneguda amb el nom de mas Rabassa o mas de la Torre. La torre de defensa quadrangular i la garita de l'extrem oriental daten del segle xvii, època en què les incursions de la pirateria del mediterrani van difondre construccions defensives de tota classe en bona part de la costa catalana. Actualment està formada per dues propietats diferents, la corresponent a Can Gich i la corresponent a Can Magí.